# ناحیه بنینگتون، میشیگان
ناحیه بنینگتون (به انگلیسی: Bennington Township) یک منطقهٔ مسکونی در ایالات متحده آمریکا است که در شهرستان شیاواسه، میشیگان واقع شده‌است.
 ناحیه بنینگتون  ۳٬۱۶۸ نفر جمعیت دارد و ۲۵۱ متر بالاتر از سطح دریا واقع شده‌است.